# Festival des Solidarités
Le Festival des Solidarités, ou Festisol est un événement français annuel de sensibilisation à la solidarité internationale et au développement durable. Organisé chaque troisième semaine de novembre depuis 1998, le festival est coordonné par le Centre de recherche et d'information pour le développement, et pilotée par un réseau de 33 organisations nationales et régionales.

## Histoire
Il a été créé sous le nom de Semaine de la solidarité internationale à la suite des Assises nationales de la coopération et de la solidarité internationale qui ont eu lieu en 1997 à La Sorbonne, au sein d'un atelier intitulé "Dire la solidarité". Les Associations de Solidarité Internationale y ont émis le vif souhait d'un rendez-vous annuel avec le grand public,.
Chaque année en novembre, des associations, collectivités, établissements scolaires, structures socio-culturelles, acteurs d'économie sociale, groupes de citoyens et citoyennes, etc. organisent plus de 4 400 animations pour donner aux citoyens de tout âge l'envie d’agir pour un monde juste, solidaire et durable,,.
En 2017, à l'occasion de son 20e anniversaire, la Semaine de la solidarité internationale est devenue le Festival des Solidarités. Le nom a évolué, pour mettre en avant le lien entre solidarité locale et internationale et la durée de l'événement a été augmenté à deux semaines (les deux dernières semaines de novembre).

## Partenaires
Parmi les partenaires publics, le Festisol reçoit le soutien financier de l'Agence française de développement, les ministères de l'Éducation nationale, de l'Europe et des Affaires étrangères, les régions Auvergne-Rhône-Alpes, Bourgogne-Franche-Comté, Bretagne, Centre-Val de Loire, Grand Est, Nouvelle-Aquitaine, Occitanie, Pays de la Loire, de plusieurs départements dont Paris et la Seine-Saint-Denis.
Parmi les partenaires associatifs, le Festisol est coordonné notamment par Amnesty International France, CCFD-Terre solidaire, Oxfam France, Secours catholique, Solidarité laïque et soutenu notamment par Ligue de l'enseignement, Fédération française des clubs pour l'UNESCO, ATD Quart monde, la Ligue des droits de l'homme, la Cimade.